# Leocrates papillosus
Leocrates papillosus är en ringmaskart som beskrevs av Monro 1926. Leocrates papillosus ingår i släktet Leocrates och familjen Hesionidae. Inga underarter finns listade i Catalogue of Life.